# Laurent Huard
Laurent Huard (Fougères, 26 agosto 1973) è un dirigente sportivo, allenatore di calcio ed ex calciatore francese, di ruolo centrocampista, attuale responsabile del settore giovanile e allenatore ad interim del Saint-Étienne.